# Zigzag
Pour les autres significations, voir Zigzag (homonymie).

Un exemple de zigzag.

Un zigzag est une ligne brisée formant des angles alternativement saillants et rentrants. En termes de symétrie, un zigzag régulier peut être engendré à partir d'un motif simple comme un segment de droite, par application répétée d’une réflexion glissée.

## Histoire
La plus ancienne gravure connue à ce jour vient de Trinil (Indonésie). Datant de 500 000 ans, son auteur est un Homo erectus. Il s'agit de zigzags tracés par un outil pointu sur une coquille de mollusque.

## Autres usages
- Des lignes zigzag sont utilisées en signalisation routière horizontale (ainsi en France, une ligne zigzag peinte en jaune permet de marquer au sol un arrêt de bus).
- En couture, le point (ou la couture) zigzag est un point de machine à coudre[2]. Il est notamment utilisé pour coudre un élastique, réaliser des surpiqûres, ou encore un surfilage : réalisé sur le bord d'un tissu, il permet d'éviter que ce dernier ne s'effiloche.